# Савченко Тетяна Володимирівна
Тетяна Володимирівна Савченко (13 липня 1978, Новозлатопіль) — українська письменниця, відома блогерка (fish-ua.livejournal.com), поетеса, перекладачка, авторка дитячих творів і членкиня літературного клубу «99». «Мануал до черепахи» — прозовий дебют Савченко.

## Біографічні дані
Тетяна Савченко народилася 13 липня 1978 року. Навчалася у Новозлатопільській середній школі. Потім закінчила Запорізький національний університет (1995—2001).

## Твори
- «Мануал до черепахи». — Харків: Клуб сімейного дозвілля, 2013. ISBN 978-966-14-6050-7, 978-966-14-5674-6

## Критика творів
Сергій Жадан, письменник, про «Мануал до черепахи»:
|  | Книга добра, проте без надмірної сентиментальності, проста, проте зовсім не банальна, лірична, проте з добре відчутними сюжетними зв'язками… |